# St. Margaret (Krailling)
St. Margaret war die katholische Pfarrkirche der oberbayerischen Gemeinde Krailling im Landkreis Starnberg. 

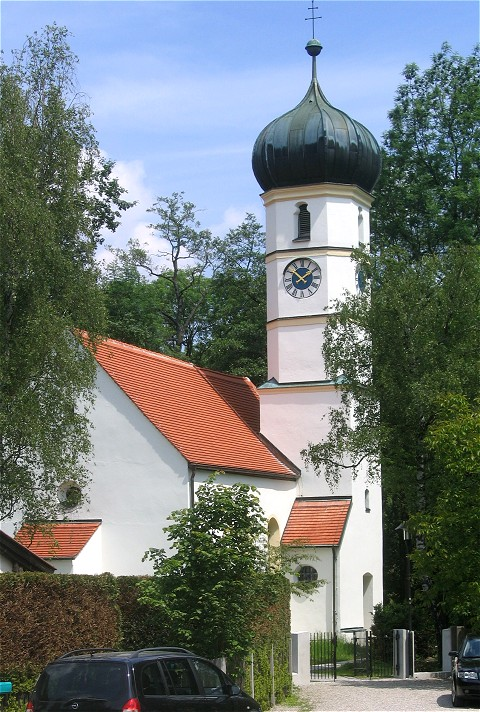
St. Margaret in Krailling

## Geschichte
Erstmals wird 1315 in „Greuling“ eine Kirche erwähnt. Seit 1524 ist das Patrozinium St. Margaret verbürgt. Nachdem sie wohl im damals üblichen romanischen Stil erbaut wurde, gab man ihr durch Um- und Einbauten um 1500 eine spätgotische Gestalt. 1682 wurde das Langhaus dann barock umgestaltet und mit einer Empore versehen. Eine Kanzel wurde 1721 auf der Frauenseite (links) angebracht. Heute dient sie als Ambo. Der Turm wurde wohl 1747 zur Hälfte abgetragen und dann mit einer Zwiebelhaube gekrönt.
Die Kirche wurde mehrmals renoviert: 1682, 1747, 1843, 1883, 1913, 1973 und zuletzt 2006.
Heute ist die Kirche eine Filiale der Pfarrei St. Elisabeth in Planegg.

## Orgel
Die Orgel der Firma Siemann ist mit einem Manual und sieben Registern ausgestattet und stammt etwa aus dem Jahr 1907. Das Instrument wurde 2016 durch einen Neubau der Firma Kaps ersetzt. Das Instrument hat 9 Register auf einem Manualwerk und Pedal. Die Register des Manualwerks sind über Wechselschleifen auch auf einem zweiten Manual des Spieltisches spielbar.
| Manualwerk C–g3 |            |    |
| 1.              | Prinzipal  | 8′ |
| 2.              | Gedackt    | 8′ |
| 3.              | Salicional | 8′ |
| 4.              | Octave     | 4′ |

| (Fortsetzung) |               |       |
| 5.            | Rohrflöte     | 4′    |
| 6.            | Sesquialter   | 2 ⁄3′ |
| 7.            | Superoctave 0 | 2′    |
| 8.            | Quinte        | 1 ⁄3′ |

| Pedal C–f1 |          |     |
| 9.         | Subbaß 0 | 16′ |

- Koppel: I/P

## Margaretenprozession
An einem Sonntag, der in der Nähe des 20. Juli, dem Namensfest der Heiligen Margarete, liegt, findet die traditionelle Margaretenprozession statt. Sie geht zurück auf ein Pestgelübde. Vom Ablauf ist sie mit einer Fronleichnamsprozession vergleichbar. Als Besonderheit hält der Bürgermeister der Gemeinde Krailling während des Evangeliums das Evangeliar.